# Гедросія

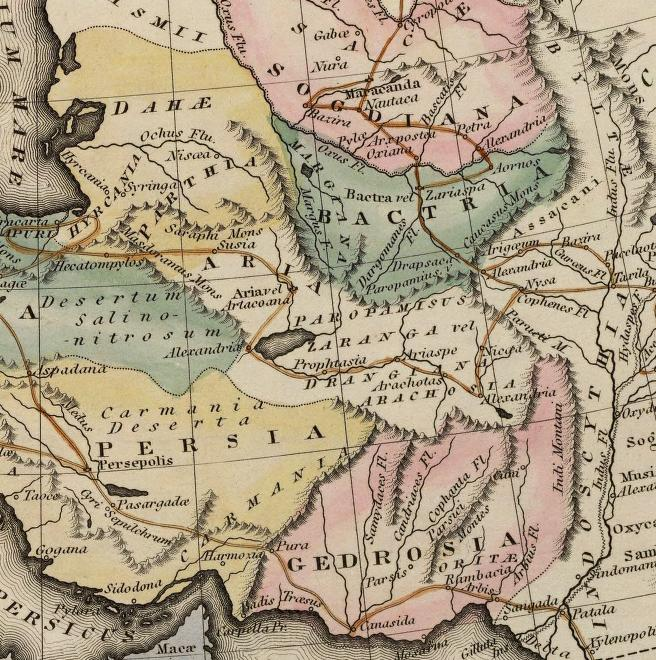
Мапа маршруту Александра Македонського в Гедрозіі

Гедросія  (дав.-гр. Γεδρωσία) — давня назва сухого гірського регіону на півдні сучасного Ірану та Пакистану. Цей регіон був однією із сатрапій в Державі Ахеменідів.
На півдні Гедросія була обмежена Оманскою затокою, на сході — Індією, на півночі — Арахозією та Дрангіаною, а на заході — Карманією. Гедросія простягалася на схід від Ісфагана на території сучасного Белуджистану.
У 325 році до н. е., повертаючись із походу до Індії, Александр Македонський перетнув пустельні райони Гедросії. За даними істориків, тут через несприятливого клімату він втратив три чверті своїх солдатів.
Гедросія є одним з найпосушливіших регіонів світу, і сьогодні тут мешкають лише кочові жителі пустель.